# Los pitufos negros
Los pitufos negros (en el francés original, Les Schtroumpfs noirs) es la primera historieta de la serie Los pitufos, con guion y dibujos de Peyo. 

## Trayectoria editorial
Se publicó por primera vez en el n.º 1107, correspondiente al 2 de julio de 1959, de la revista Spirou, como el primero de una colección de minirrelatos publicados en la revista hasta 1975.
Posteriormente fue redibujada y publicada en 1963 en un álbum homónimo, que compartía con El ladrón de pitufos y El pitufo volador.
En España, fue publicado por:
- Argos en la revista "Strong" y como álbum en 1969;
- Bruguera en las revistas "Zipi y Zape" (1979) y "Pulgarcito" (1981) y como álbum en 1979;
- El Pequeño País en 1983;
- Planeta-DeAgostini en 2006.

Para evitar que la historia se entendiera como racista, en la edición en Estados Unidos se cambió el color a los pitufos infectados, siendo morados o púrpuras en lugar de negros.
En el Episodio 24 de la serie de dibujos animados también se les dio este color.

## Argumento
Papá Pitufo, al ver que un pitufo no quiere trabajar en el Puente sobre el Río Pitufo, lo envía a cortar madera al bosque. Allí el pitufo se encuentra con una mosca que lo pica en la cola, lo que ennegrece su piel, le da un comportamiento monstruoso y reduce su vocabulario a la palabra "¡Ñac!" (Gnap! en el original). Papá Pitufo envía a Filósofo a buscar al pitufo que no ha vuelto, y cuando Filósofo lo ve vuelto negro, vuelve para avisar a Papá Pitufo, que deduce que el pitufo ha sido picado por la mosca "Bzz". El pitufo negro llega saltando a la aldea pero lo atrapan. Papá Pitufo explica que cuando era un joven de apenas 100 años, hubo un caso parecido, pero fue hace tanto que no recuerda la fórmula del antídoto que hicieron. Mientras tanto, el pitufo negro se escapa y muerde la cola del Pitufo que le hacía guardia, lo que convierte a este pitufo en otro pitufo negro, y ambos escapan.
Papá Pitufo envía a varios pitufos a capturar a un pitufo negro. En el proceso un pitufo sano trata de capturar un infectado, queda atrapado en su propio lazo y es mordido. Esto resulta en que los otros pitufos lleven como prisionero al recién transformado. Papá Pitufo le hace tomar una píldora de antídoto, pero solo logra hacer que se desmaye. Papá Pitufo ordena que lo lleven al laboratorio para probar otros posibles antídotos, pero el pitufo negro despierta, muerde al que lo cargaba y este a su vez muerde a otro y los tres escapan.
Una vez más, un pitufo negro es capturado y Papá Pitufo prueba un ungüento que tampoco funciona. El pitufo negro se libera y transforma a varios pitufos. Papá Pitufo atrapa a uno de los recién transformados y prueba una compresa a base de ortigas, pero también fracasa.
Sin otra opción, Papá Pitufo decide marchar con otros pitufos a la captura de la Mosca Bzz. Otros pitufos más resultan mordidos, mientras el Pitufo Tontín confunde mariposas con la Bzz y las trae en varias ocasiones, para irritación de Papá Pitufo. Al final, Papá Pitufo atrapa a la mosca Bzz.
Sin embargo, Papá Pitufo sigue sin poder hallar un antídoto (y el Pitufo Tontín sigue trayendo mariposas), hasta que decide darle un nenúfar a la Mosca Bzz para que coma. El nenúfar hace estornudar a la Bzz, que se vuelve azul. Al darse cuenta de que el polen de nenúfar es el antídoto, Papá Pitufo echa polen en un fuelle con el que rocía a un pitufo negro, que estornuda y se vuelve azul. Como el antídoto es un éxito, los pitufos reúnen nenúfares y fuelles, excepto el Pitufo Tontín que trae una amapola. Solo quedan diez pitufos no infectados.
Un pitufo negro tiene la idea de pintarse de azul, así que cuando los pitufos negros atacan la aldea, el falso azul toma desprevenidos a los pitufos. Cada pitufo al que logran rociarle polen vuelve a ser mordido, y los azules que quedan también son infectados hasta que solo queda Papá Pitufo, a cuyo fuelle no le queda polen.
Papá Pitufo huye a su laboratorio a buscar más polen, pero el falso azul lo embosca. Durante la pelea entre Papá Pitufo y el falso azul, una vela cae e incendia el laboratorio. El incendio llama la atención de Papá Pitufo, y el falso azul aprovecha para morderlo.
Afortunadamente, el fuego alcanza el antídoto, y la explosión esparce el polen por el aire, hasta que alcanza a todos los pitufos y los cura; todos son azules. Papá Pitufo se reencuentra con sus pitufitos, pero su momento de felicidad es interrumpido por un sonido "¡Ñac!" Los pitufos, preocupados, se dirigen al lugar del que proviene el sonido, pero resulta que se trata del Pitufo Bromista que les quería dar un susto, así que los otros pitufos le ponen un ojo morado.
Según se explica al inicio de la aventura Los pitufos y el huevo, el carácter tan agrio del Pitufo Gruñón comenzó desde que le picó la Mosca Bzz.

## Valoración e influencia
Los pitufos negros es una de las obras más polémicas de Peyo, con acusaciones de xenofobia, racismo y colonialismo incluidas, que llevaron a cambiar el color de los pitufos infectados en algunas ediciones.
Algunos estudiosos del cine de zombis destacan por el contrario las similitudes entre el argumento de Los pitufos negros y el de la película La noche de los muertos vivientes (1968) de George A. Romero, que presentó un nuevo arquetipo de zombi que sería después utilizado en otras obras de ficción. Hasta esta película, los personajes se convertían en zombis por el vudú, y eran dominados por un hechicero, pero desde Romero, muchas obras narran plagas de zombis que contagian a los vivos, y se vuelven violentos, irracionales y descontrolados, como los pitufos negros. Por ello, esta historieta podría ser una de las obras precursoras del subgénero de plagas de zombis caníbales.